# Дафни (Афон)
Да́фни (греч. Δάφνη — «лавр») — деревня в Греции на святой горе Афон. Расположена в западной части полуострова Айон-Орос на побережье залива Айон-Орос Эгейского моря в 118 километрах к юго-востоку от Салоник, между монастырями Ксиропотам и Симонопетра. Используется в основном как порт и главная отправная точка для монашеского государства Святой горы — Афона — в Дафни ежедневно приходят и уходят паромы из города Уранополиса в периферийной единице Халкидики. Входит в особую административную единицу Айон-Орос. В Дафни находятся таможенный, почтовый и полицейский участки. В поселении никто не живёт по переписи 2011 года.

## Население
| Год  | Население, человек |
| ---- | ------------------ |
| 1991 | 11                 |
| 2001 | 33                 |
| 2011 | ↘ 0                |